# Pirottaea palmicola
Pirottaea palmicola är en svampart som beskrevs av P.R. Johnst. 1998. Pirottaea palmicola ingår i släktet Pirottaea, ordningen disksvampar, klassen Leotiomycetes, divisionen sporsäcksvampar och riket svampar.   Inga underarter finns listade i Catalogue of Life.